# Ecocondução
Ecocondução (também conhecido como ecodriving em inglês) é um estilo de condução caracterizado pelo conjunto de comportamentos adoptados durante a condução de um veículo motorizado que permite minimizar o consumo de energia.
Estas práticas permitem complementar a tendência observada na indústria automóvel de desenvolvimento de veículos com cada vez menores consumos médios (e consequentemente emissões de CO2). Assim, a ecocondução permite obter diversos benefícios através da adopção de melhores práticas de condução, ajustadas às actuais tecnologias automóveis.

## Conceito
A ecocondução consiste na adopção de hábitos de condução eficientes. Visa a redução de custos em função da economia de combustível e consequente redução da emissão de gases com efeito de estufa (GEE) e da sinistralidade rodoviária.
A ecocondução é uma forma de condução eficiente que permite reduzir o consumo de combustível e a emissão de gases com efeito de estufa e outros poluentes, contribuindo também para uma maior segurança rodoviária e um maior conforto dos ocupantes.

## Boas práticas
Apesar de se encontrarem diversas "dicas" pela bibliografia, há um conjunto de técnicas com as quais todos os autores são unânimes:
- Iniciar a marcha assim que se liga o carro (evitando puxar muito pelo motor). Os tempos de aquecimento do motor com o carro imobilizado devem ser evitados pois a emissão de poluentes atmosféricos é particularmente elevada quando os componentes do veículo (como o motor e o catalisador) trabalham a baixas temperaturas, sendo que ao ralenti demoram mais tempo a aquecer e não se efectua qualquer trabalho.
- Conduzir por antecipação. Quanto mais ampla for a observação da envolvente, maior será o tempo que terá para reagir às situações (aproximação a um semáforo encarnado, congestionamento repentino numa faixa de rodagem,...) e menores serão as travagens e consequentes acelerações. Assim, é importante treinar o horizonte visual.
- Fazer uma condução suave e moderar as velocidades. O consumo de combustível necessário para movimentar um veículo depende muito da velocidade de circulação e a aceleração efectuada. Assim, é mais favorável adoptar uma condução suave sem acelerar e travar repentinamente, especialmente nos arranques e quando se circula a velocidades mais altas (p.e. autoestrada). Adicionalmente, o consumo de combustível não tem uma relação linear com a velocidade de circulação (p.e. passar de 120 km/h para 140 km/h aumenta em mais de 140% o consumo instantâneo).
- Conduzir a baixas rotações. Uma condução eficiente depende de uma boa gestão da caixa de velocidades, pois é nas baixas rotações que se consegue uma maior aproveitamento do combustível injectado no motor, recorrendo às velocidades da caixa mais altas.
- Nas descidas e travagens manter uma mudança engrenada. Veículos com injeccção eletrónica cortam o fornecimento de combustível quando, estando em movimento, se retira o pé do acelerador e se mantém uma mudança engrenada. Assim, deve-se prolongar o movimento do carro já que evita o consumo adicional de combustível, antecipando as paragens de modo a fazer desacelerações controladas com a caixa de velocidades (travar com o motor).
- Desligar o carro sempre que este fique imobilizado mais do que um minuto. Um automóvel gasta aproximadamente 1 litro de combustível por hora ao ralenti (cerca de 0,7 l/h num veículo a gasóleo).

## Benefícios
A adopção de práticas de condução mais eficientes pode reduzir o consumo de combustível e, consequentemente, as emissões de gases com efeito de estufa, num valor que pode chegar aos 10%. Adicionalmente, a ecocondução apresenta outros benefícios, tais como:
- redução das emissões de poluentes atmosféricos locais, como o monóxido de carbono e as partículas (particularmente importante em meios urbanos);
- diminuição do desgaste dos diversos componentes do veículo e consequentes custos de manutenção e reparação;
- aumento do conforto a bordo (do condutor e seus passageiros);
- o aumento da segurança rodoviária.

Nos veículos equipados com computador de bordo é possível o condutor aferir com facilidade acerca da eficiência económica da condução, nomeadamente através dos indicadores de consumo médio e de consumo instantâneo. Em veículos não equipados com este tipo de equipamento digital, consegue saber-se o valor do consumo médio, dividindo a quantidade de combustível consumido pela distância percorrida.